# Feliks Matecki
Feliks Matecki (ur. 30 marca 2008 w Warszawie) – polski aktor dziecięcy oraz muzyk.

## Kariera
Krótko po swoim debiucie w 2014, Feliks zyskał rozpoznawalność dzięki roli Wojtusia w serialu M jak miłość; odszedł z obsady w 2021. W 2022 zagrał główną rolę 12-letniego Leosia w pełnometrażowym filmie Orlęta. Grodno ’39.
Występował jako basista w zespołach Behind pressure, Eyemind oraz Dust.

## Życie prywatne
Feliks Matecki jest synem pary aktorskiej Anny oraz Łukasza. Ma brata Wincentego. Trenuje taekwondo oraz gra w piłkę nożną. Uczęszcza do liceum ogólnokształcącego w Warszawie.

## Filmografia

### Filmy
- 2022: Orlęta. Grodno ’39 jako Leoś Rotman
- 2022: 8 rzeczy, których nie wiecie o facetach jako Olek
- 2019: Adwokat jako syn Rohnerta
- 2016: 7 rzeczy, których nie wiecie o facetach jako Olek

### Seriale
- 2015-2019: Dziewczyny ze Lwowa jako Romek
- 2014-2021: M jak miłość jako Wojtuś Chodakowski